# Amblyseius gruberi
Amblyseius gruberi är en spindeldjursart som beskrevs av Denmark och Muma 1989. Amblyseius gruberi ingår i släktet Amblyseius och familjen Phytoseiidae. Inga underarter finns listade i Catalogue of Life.